# 銀光烏溪鱂
銀光烏溪鱂，為輻鰭魚綱鯉齒目鰕鱂亞目溪鱂科的其中一種，為熱帶淡水魚，分布於南美洲巴西dos Bois河及巴拉那河流域，體長可達2.9公分，棲息在季節性的氾濫平原、沼澤或水塘，生活習性不明。

## 擴展閱讀
維基物種上的相關：銀光烏溪鱂